# Lista de prêmios e indicações recebidos por Bates Motel
Esta é uma lista de prêmios e nomeações recebidos por Bates Motel, uma série de televisão de um drama thriller americano que estreou no canal A&E em 18 de março de 2013. A série tem Vera Farmiga e Freddie Highmore nos papéis principais.

## Prêmios por associação

### Primetime Emmy Awards
| Ano  | Nomeado(s)      | Categoria                                             | Resultado | Ref(s) |
| ---- | --------------- | ----------------------------------------------------- | --------- | ------ |
| 2013 | Vera Farmiga    | Outstanding Lead Actress in a Drama Series            | Indicado  | [ 1 ]  |
| 2016 | John S. Bartley | Outstanding Cinematography for a Single-Camera Series | Indicado  | [ 2 ]  |
| 2016 | Chris Bacon     | Outstanding Music Composition for a Series            | Indicado  | [ 2 ]  |

### Television Critics Association Awards
| Ano  | Nomeado(s)   | Categoria                       | Resultado | Ref(s) |
| ---- | ------------ | ------------------------------- | --------- | ------ |
| 2013 | Vera Farmiga | Individual Achievement in Drama | Indicado  | [ 3 ]  |

### Critics' Choice Television Awards
| Ano  | Nomeado(s)       | Categoria                      | Resultado | Ref(s) |
| ---- | ---------------- | ------------------------------ | --------- | ------ |
| 2013 | Vera Farmiga     | Best Actress in a Drama Series | Indicado  | [ 4 ]  |
| 2014 | Vera Farmiga     | Best Actress in a Drama Series | Indicado  | [ 5 ]  |
| 2014 | Freddie Highmore | Best Actor in a Drama Series   | Indicado  | [ 5 ]  |
| 2015 | Freddie Highmore | Best Actor in a Drama Series   | Indicado  | [ 6 ]  |
| 2015 | Vera Farmiga     | Best Actress in a Drama Series | Indicado  | [ 6 ]  |
| 2016 | Bates Motel      | Most Bingeworthy Series        | Indicado  | [ 7 ]  |
| 2017 | Freddie Highmore | Best Actor in a Drama Series   | Indicado  | [ 8 ]  |

### Casting Society of America
| Ano  | Nomeado(s)                                                    | Categoria                          | Resultado | Ref(s) |
| ---- | ------------------------------------------------------------- | ---------------------------------- | --------- | ------ |
| 2013 | April Webster, Sara Isaacson, Jennifer Page and Corinne Clark | Outstanding Achievement in Casting | Indicado  | [ 9 ]  |

### Satellite Awards
| Ano  | Nomeado(s)       | Categoria                              | Resultado | Ref(s) |
| ---- | ---------------- | -------------------------------------- | --------- | ------ |
| 2013 | Freddie Highmore | Best Actor – Television Series Drama   | Indicado  | [ 10 ] |
| 2013 | Vera Farmiga     | Best Actress – Television Series Drama | Indicado  | [ 10 ] |

### Saturn Awards
| Ano  | Nomeado(s)       | Categoria                              | Resultado | Ref(s) |
| ---- | ---------------- | -------------------------------------- | --------- | ------ |
| 2013 | Bates Motel      | Best Television Presentation           | Indicado  | [ 11 ] |
| 2013 | Freddie Highmore | Best Actor on Television               | Indicado  | [ 11 ] |
| 2013 | Vera Farmiga     | Best Actress on Television             | Venceu    | [ 11 ] |
| 2014 | Vera Farmiga     | Best Actress on Television             | Indicado  | [ 12 ] |
| 2014 | Bates Motel      | Best Television Presentation           | Indicado  | [ 12 ] |
| 2015 | Bates Motel      | Best Action-Thriller Television Series | Indicado  | [ 13 ] |
| 2016 | Bates Motel      | Best Action-Thriller Television Series | Indicado  | [ 14 ] |
| 2016 | Freddie Highmore | Best Actor on Television               | Indicado  | [ 14 ] |
| 2016 | Vera Farmiga     | Best Actress on Television             | Indicado  | [ 14 ] |

### People's Choice Awards
| Ano  | Nomeado(s)       | Categoria                 | Resultado | Ref(s) |
| ---- | ---------------- | ------------------------- | --------- | ------ |
| 2013 | Freddie Highmore | Favorite TV Anti-Hero     | Indicado  | [ 15 ] |
| 2014 | Bates Motel      | Favorite Cable TV Drama   | Indicado  | [ 16 ] |
| 2015 | Bates Motel      | Favorite Cable TV Drama   | Indicado  | [ 17 ] |
| 2016 | Bates Motel      | Favorite Cable TV Drama   | Venceu    | [ 18 ] |
| 2016 | Vera Farmiga     | Favorite Cable TV Actress | Venceu    | [ 18 ] |
| 2016 | Freddie Highmore | Favorite Cable TV Actor   | Venceu    | [ 18 ] |

### Imagen Awards
| Ano  | Nomeado(s)       | Categoria                          | Resultado | Ref(s) |
| ---- | ---------------- | ---------------------------------- | --------- | ------ |
| 2013 | Nestor Carbonell | Best Supporting Actor – Television | Indicado  | [ 19 ] |
| 2014 | Nestor Carbonell | Best Supporting Actor – Television | Indicado  | [ 20 ] |

### Make-Up Artists and Hair Stylists Guild
| Ano  | Nomeado(s) | Categoria                                                       | Resultado | Ref(s) |
| ---- | ---------- | --------------------------------------------------------------- | --------- | ------ |
| 2013 | Donna Bis  | Best Contemporary Hairstyling – Television and New Media Series | Indicado  | [ 21 ] |

### Dorian Awards
| Ano  | Nomeado(s)   | Categoria                            | Resultado | Ref(s) |
| ---- | ------------ | ------------------------------------ | --------- | ------ |
| 2013 | Vera Farmiga | TV Performance of the Year – Actress | Indicado  | [ 22 ] |

### Online Film & Television Association Awards
| Ano  | Nomeado(s)                                                                              | Categoria                                 | Resultado | Ref(s) |
| ---- | --------------------------------------------------------------------------------------- | ----------------------------------------- | --------- | ------ |
| 2013 | John S. Bartley e Thomas Yatsko                                                         | Best Cinematography in a Series           | Indicado  | [ 23 ] |
| 2013 | Peter Bodnarus, Mark S. Freeborn, Margot Ready e Rose Marie McSherry                    | Best Production Design in a Series        | Indicado  | [ 23 ] |
| 2013 | Vera Farmiga                                                                            | Best Actress in a Drama Series            | Indicado  | [ 23 ] |
| 2014 | Vera Farmiga                                                                            | Best Actress in a Drama Series            | Indicado  | [ 24 ] |
| 2014 | Peter Bodnarus, Mark S. Freeborn, Tony Wohlgemuth, Margot Ready e Rose Marie McSherry   | Best Production Design in a Series        | Indicado  | [ 24 ] |
| 2014 | Chris Bacon                                                                             | Best Music in a Series                    | Indicado  | [ 24 ] |
| 2014 | Alan Decker, Mark Noda, Nello Torri, Thomas DeGorter, Michael Mullane e Brian Armstrong | Best Sound in a Series                    | Indicado  | [ 24 ] |
| 2014 | Bates Motel                                                                             | Best Drama Series                         | Indicado  | [ 24 ] |
| 2015 | Vera Farmiga                                                                            | Best Supporting Actress in a Drama Series | Indicado  | [ 25 ] |
| 2016 | Chris Bacon                                                                             | Best Music in a Series                    | Indicado  | [ 26 ] |

### Gold Derby Awards
| Ano  | Nomeado(s)       | Categoria                          | Resultado | Ref(s) |
| ---- | ---------------- | ---------------------------------- | --------- | ------ |
| 2013 | Freddie Highmore | Breakthrough Performer of the Year | Indicado  | [ 27 ] |
| 2013 | Vera Farmiga     | Best Lead Actress in a Drama       | Indicado  | [ 27 ] |
| 2014 | Vera Farmiga     | Best Lead Actress in a Drama       | Indicado  | [ 28 ] |
| 2015 | Vera Farmiga     | Best Lead Actress in a Drama       | Indicado  | [ 29 ] |
| 2015 | Freddie Highmore | Best Lead Actor in a Drama         | Indicado  | [ 29 ] |
| 2015 | Bates Motel      | Best Drama Series                  | Indicado  | [ 29 ] |

### Women's Image Network Awards
| Ano  | Nomeado(s)   | Categoria                             | Resultado | Ref(s) |
| ---- | ------------ | ------------------------------------- | --------- | ------ |
| 2013 | Bates Motel  | Best Drama Series                     | Indicado  | [ 30 ] |
| 2013 | Vera Farmiga | Best Actress – Drama Series           | Indicado  | [ 30 ] |
| 2014 | Vera Farmiga | Best Actress – Drama Series           | Indicado  | [ 31 ] |
| 2014 | Kerry Ehrin  | Best Drama Series Produced by a Woman | Indicado  | [ 31 ] |
| 2014 | Bates Motel  | Best Drama Series                     | Indicado  | [ 31 ] |
| 2015 | Bates Motel  | Best Drama Series                     | Indicado  | [ 32 ] |
| 2015 | Vera Farmiga | Best Actress – Drama Series           | Indicado  | [ 32 ] |
| 2016 | Vera Farmiga | Best Actress – Drama Series           | Indicado  | [ 33 ] |

### Gracie Awards
| Ano  | Nomeado(s)   | Categoria                                             | Resultado | Ref(s) |
| ---- | ------------ | ----------------------------------------------------- | --------- | ------ |
| 2015 | Vera Farmiga | Outstanding Female Actor in a Leading Role in a Drama | Venceu    | [ 34 ] |

### Golden Reel Awards
| Year | Nominee(s)   | Category                       | Result   | Ref(s) |
| ---- | ------------ | ------------------------------ | -------- | ------ |
| 2015 | Michael Ryan | Television – Short Form, Music | Indicado | [ 35 ] |

### IGN Awards
| Ano  | Nomeado(s)   | Categoria             | Resultado | Ref(s) |
| ---- | ------------ | --------------------- | --------- | ------ |
| 2013 | Vera Farmiga | Best TV Actress       | Indicado  | [ 36 ] |
| 2013 | Bates Motel  | Best New TV Series    | Indicado  | [ 36 ] |
| 2013 | Bates Motel  | Best TV Horror Series | Indicado  | [ 36 ] |

### Poppy Awards
| Ano  | Nomeado(s)   | Categoria                      | Resultado | Ref(s) |
| ---- | ------------ | ------------------------------ | --------- | ------ |
| 2016 | Vera Farmiga | Best Actress in a Drama Series | Indicado  | [ 37 ] |

### TV Guide Awards
| Ano  | Nomeado(s)  | Categoria              | Resultado | Ref(s) |
| ---- | ----------- | ---------------------- | --------- | ------ |
| 2014 | Bates Motel | Favorite Horror Series | Indicado  |        |

### Fangoria Chainsaw Awards
| Ano  | Nomeado(s)       | Categoria       | Resultado | Ref(s) |
| ---- | ---------------- | --------------- | --------- | ------ |
| 2015 | Vera Farmiga     | Best TV Actress | Indicado  | [ 38 ] |
| 2016 | Vera Farmiga     | Best TV Actress | Indicado  | [ 39 ] |
| 2016 | Freddie Highmore | Best TV Actor   | Indicado  | [ 39 ] |

### ACTRA Awards
| Ano  | Nomeado(s)   | Categoria  | Resultado | Ref(s) |
| ---- | ------------ | ---------- | --------- | ------ |
| 2013 | Vincent Gale | Best Actor | Indicado  | [ 40 ] |